# Corps Pomerania Greifswald
Das Corps Pomerania Greifswald ist eine schlagende und farbentragende Studentenverbindung und die älteste Korporation an der Universität Greifswald.

## Geschichte
Das Corps wurde am 5. November 1810 an der damals schwedischen Alma Mater Gryphiswaldensis gestiftet. Im Gegensatz zu anderen Universitäten hatte es in Greifswald vorher keine ausgeprägteren Landsmannschaften gegeben, da die reicheren pommerschen Studenten an auswärtigen Universitäten studierten, Studenten aus anderen Teilen Deutschlands kaum nach Greifswald kamen und die Immatrikulierten daher zum größten Teil sogenannte „Kümmeltürken“, also weniger wohlhabenden Pommern waren. Die Studentenschaft teilte sich einzig in Pommern und Schweden und kannte ansonsten keine landsmannschaftlichen Zusammenschlüsse. Diesem Umstand bereitete die Stiftung der Pomerania ein Ende. 1813 gründeten die aus Schwedisch-Vorpommern stammenden Mitglieder die Tochterverbindung Sueco-Pomerania, die nach der Eingliederung des Gebiets nach Preußen (1815) wieder in Pomerania aufging. Am 22. August 1816 konstituierte sich die Neopomerania, die schon Ende 1817 wieder einging. Der Name Neopomerania nahm ebenfalls auf das jetzt als „Neu-Vorpommern“ bezeichnete ehemals schwedische Territorium Bezug.
1816 wurde Pomerania von den akademischen Behörden verboten. Noch im selben Jahr insgeheim rekonstituiert, wurde sie 1817 vertagt. Die Verbindung Pomerania Greifswald nahm 1819 den aktiven Betrieb wieder auf und rekonstituierte am 12. Juni 1829 mit den alten Farben und dem alten Wahlspruch. 1834, 1847, 1873 und 1876 musste jeweils für ein Semester vertagt werden. In seinen ersten Jahren pflegte das Landescorps Pommerns enge Verbindungen zu den gleichnamigen Corps in Frankfurt (Oder), Göttingen, Halle (Saale) und Berlin.
Schon 1858, zehn Jahre nach der Gründung des KSCV, stellte Pomerania mit Theodor Eiserhardt den Heidelberger oKC-Vorsitzenden. Dreimal war sie selbst präsidierendes Vorortcorps des KSCV und stellte 1870 mit Fritz Siemens (1870), Carl Colley (1890) und Alfred Solger (1908) den Vorsitzenden des oKC.
Wegen des Ersten Weltkriegs war Pomerania von 1914 bis 1919 inaktiv. In der Zeit des Nationalsozialismus musste sie 1935 wie alle Corps suspendieren. Die Alten Herren unterstützten die SC-Kameradschaft Yorck, die von August 1937 bis März 1945 bestand und sich an die Tradition des Corps Borussia anlehnte. Nach dem Zweiten Weltkrieg war eine Rekonstitution in der Sowjetischen Besatzungszone und in der Deutschen Demokratischen Republik unmöglich; das Corpserbe wurde jedoch von Mitgliedern des Corps Saxonia Göttingen bis zum Mauerfall gepflegt. Altherrensöhne bei Saxonia erhielten das Pommernband, wenn sie auf ihre Farben eine Mensur gefochten hatten. In Ermangelung aktiver Mitglieder musste eine Rekonstitution seither zweimal vertagt werden. Pomerania ist seit 2005 wieder aktiv und hat seit 2006 ihren Sitz in Greifswald. Beim 200. Stiftungsfest (2010) hielt der frühere Ministerpräsident von Mecklenburg-Vorpommern Alfred Gomolka die Festrede.

## Couleur und Wahlsprüche

Altes Corpshaus der Pomerania (1910)

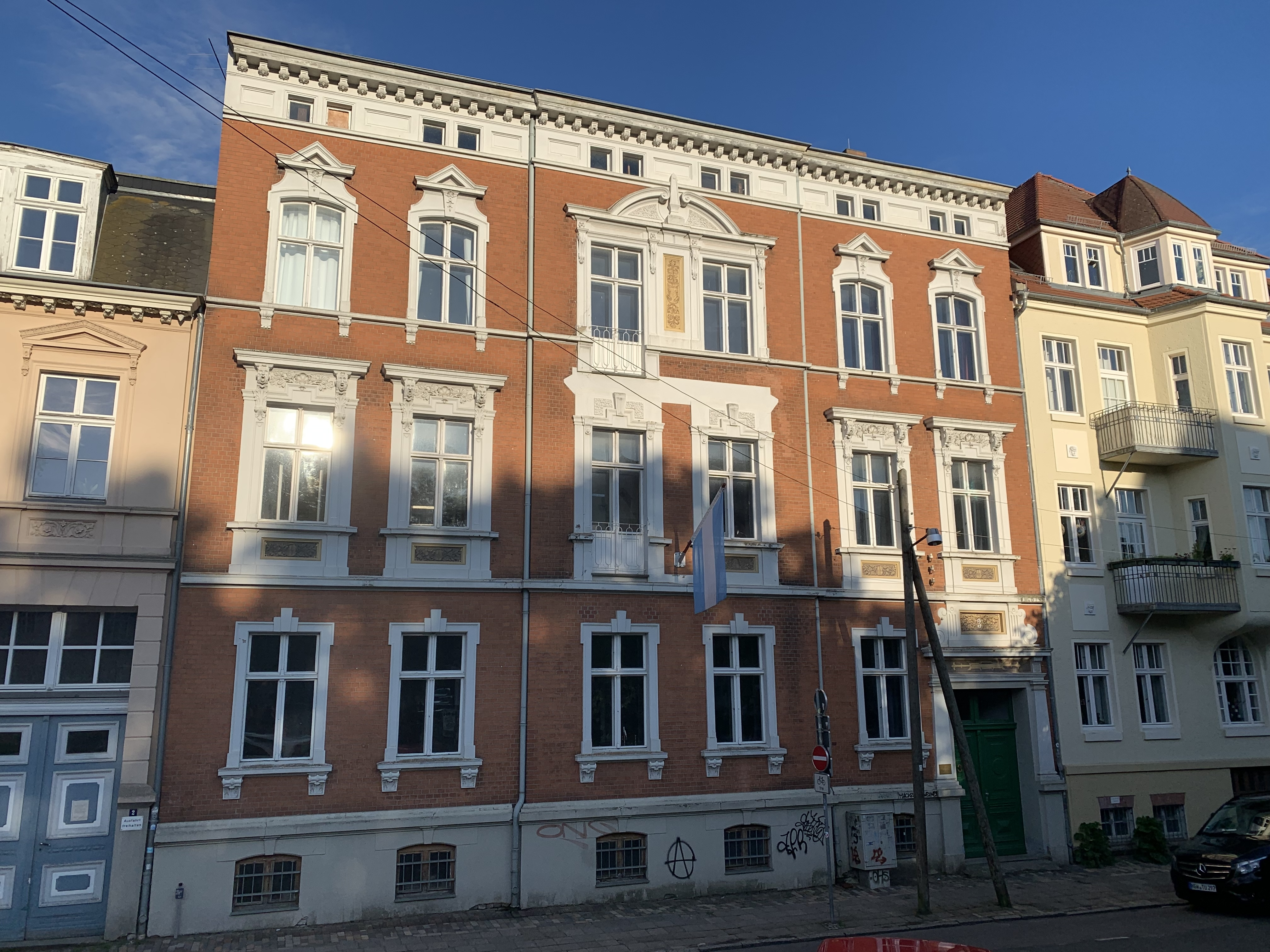
Heutiges Corpshaus der Pomerania (2021)

Das Corpsburschenband ist ätherblau-silber-ätherblau, das Fuchsband weiß-ätherblau auf silberner Perkussion. Die Studentenmütze ist ätherblau.
Wahlsprüche
Ubi patria, ibi bene!
Blau wie der Äther ist unser Panier, fest wie die Eiche im Sturm stehen wir!
Wappensprüche
Unsern Bund trennt nur der Tod!
v. f. i. f. i. = vivat fratres intimo foedere iuncti
Pomerania sei's Panier!
g n v = gladius noster vindex

## Auswärtige Beziehungen
Ein Kartellverhältnis besteht zum Corps Saxonia Göttingen. Befreundet ist Pomerania mit den Corps Hansea Bonn, Franconia-Jena, Guestphalia Halle und Franconia München. Bis zu ihrer Suspension 1866 bestand ein Kartell mit Marchia Halle. Weiterhin besteht ein, nie aufgelöstes, Freundschaftsverhältnis zum Corps Guestphalia Heidelberg aufgegangen in das Corps Vandalo-Guestphalia Heidelberg.

## Mitglieder
In alphabetischer Reihenfolge

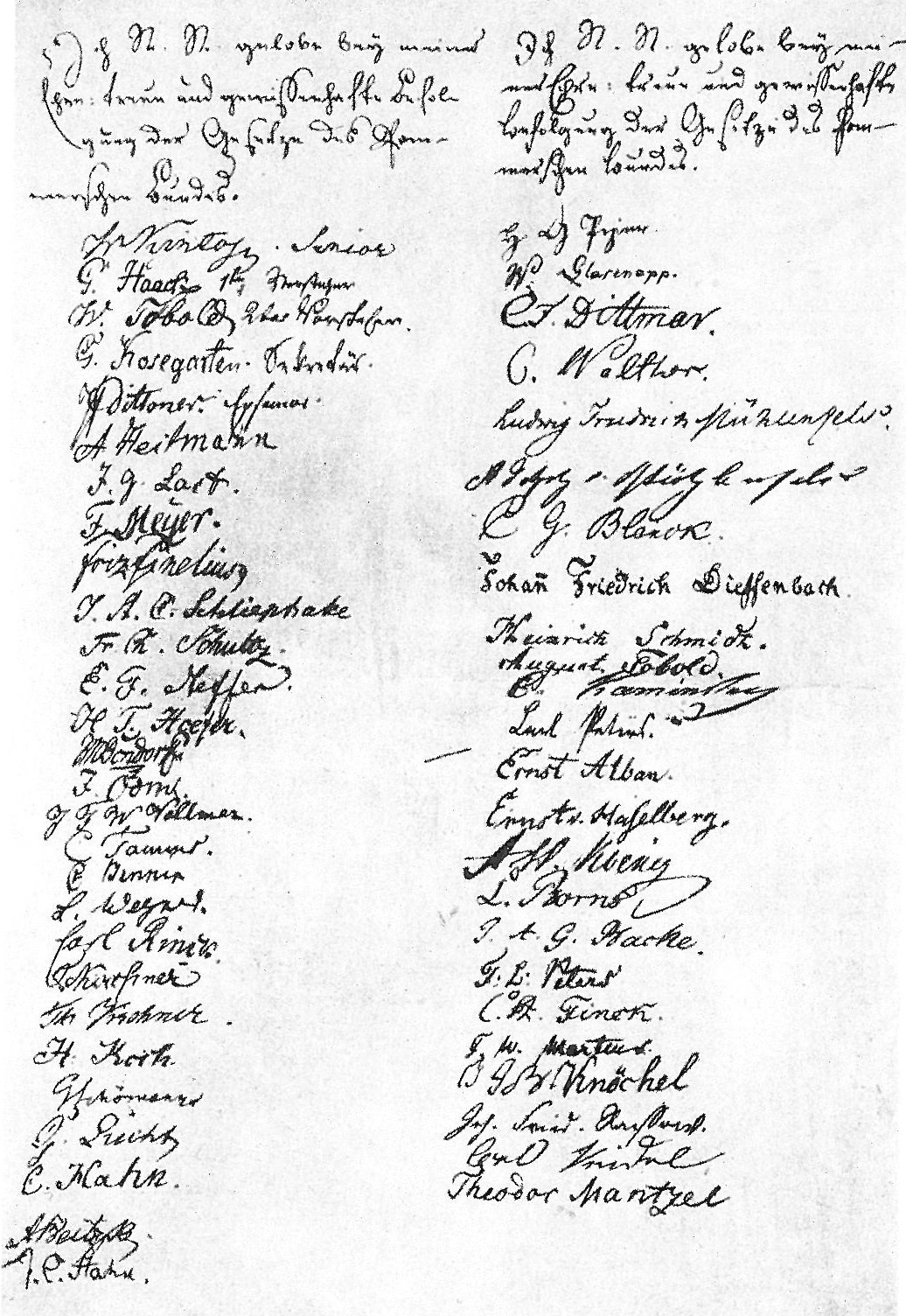
Erste Mitgliederliste der Pomerania in den Akten der Universität Greifswald

- Ernst Alban (1791–1856), Arzt und Maschinenbauer
- Dietloff von Arnim (1876–1945), Landrat des Landkreises Jüterbog-Luckenwalde, Landesdirektor, später Landeshauptmann der Provinz Brandenburg
- Hans Karl Barkow (1798–1873), Anatom und Physiologe
- August Friedrich Barkow (1791–1861), Rechtswissenschaftler
- Wilhelm von Becker (1835–1924), Ehrenmitglied der Pomerania, Oberbürgermeister und Ehrenbürger von Köln
- Hans-Henning Becker-Birck (1937–2013), Verwaltungsjurist
- Karl von Behr (1864–1941), Kabinettsrat von Kaiserin Auguste Viktoria
- Ludolf von Bismarck (1834–1924), Landeshauptmann der Altmark
- Gustav Bödcher (1836–1899), Oberbürgermeister von Halberstadt
- Joachim von Bonin (1857–1921), Landrat der Kreise Apenrade und Stormarn, MdHdA
- Eckard Briest (1909–1992), Botschafter
- Karl von Buchka (1856–1917), deutscher Chemiker und Reichsbeamter
- George Degner (1847–1894), deutsch-amerikanischer Schiffsarzt und Chirurg
- Johann Friedrich Dieffenbach (1792–1847), Begründer der plastischen Chirurgie in Deutschland
- Peter Eich (1837–1919), Landrat der Landkreise Daun und Kleve, Mitglied des Provinziallandtags der Rheinprovinz
- Hasso von Etzdorf (1900–1989), Botschafter in London
- Otto Fitzner (1888–1946), Wirtschaftsführer in Schlesien
- Konrad Gesterding (1848–1917), Richter und Verwaltungsjurist in Pommern, MdHH
- Franz Wilhelm von Gottberg (1824–1869), Deichhauptmann, Ehrenmitglied der Pomerania
- Wolfgang von der Groeben (* 1937), Verwaltungsjurist
- Gustav von Hagenow (1841–1908), Landrat des Landkreises Grimmen, Rittergutsbesitzer, MdHdA
- Hermann Haken (1828–1916), Oberbürgermeister von Stettin, MdHdA, MdHH, Ehrenbürger von Kolberg und Stettin
- Christian Adolf Hasert (1795–1864), evangelisch-lutherischer Theologe und Pädagoge
- Oscar Hasse (1837–1898), Mediziner, Pionier der Bluttransfusion
- Hans Helfritz (1877–1958), Rechtswissenschaftler
- Adam Werner von Heyden (1852–1888), Landrat des Kreises Demmin
- Ernst Holtz (1854–1935), Landrat, Regierungspräsident, Unterstaatssekretär, Chefpräsident der Oberrechnungskammer Potsdam und des Rechnungshofs des Deutschen Reiches
- Friedrich Hueter (1897–1967), Verwaltungsjurist
- Rudolf Jenett (1914–1998), General der Luftwaffe
- Alexander von Kameke (1887–1944), Gutsbesitzer und ermordetes Mitglied der Bekennenden Kirche
- Martin Kirchhoff (1860–1929), Landrat des Kreises Schrimm
- Gottfried Kosengarten (1792–1860), Orientalist
- Franz Krahmer (1851–1930), Landrat des Kreises Thorn, Regierungspräsident des Regierungsbezirk Posen
- Gustav Kratz (1829–1864), Archivar und Historiker der pommerschen Regionalgeschichte
- Franz Lusensky (1862–1924), Ministerialdirektor im preußischen Handelsministerium, MdHdA
- Harald Mandt (1888–1974), Vizepräsident von Rotary International
- Max Maercker (1842–1901), deutscher Agrikulturchemiker
- Friedrich Wilhelm Martens († 1861), Landrat des Landkreises Allenstein, MdHdA
- Carl Mosler (1869–1905), Landrat des Landkreises Schildberg
- August Mühlenbeck (1821–1892), Rittergutsbesitzer, MdHdA
- Ludwig von Mühlenfels (1793–1861), Richter
- Gustav Nachtigal (1834–1885), Afrikaforscher
- Karl Otto von der Osten (1800–1872), Rechtsanwalt und Notar, Rittergutsbesitzer, Mitglied des Erfurter Unionsparlaments
- Carl Päpke (1797–1858), Bürgermeister von Greifswald
- Georg Reuter (1855–1930), Präsident des Oberlandesgerichts Naumburg
- Udo de Roberti-Jessen (1874–1953), Landrat in der Provinz Posen
- Peter Rohde (1940–2015), Ingenieur, Industriemanager
- Ernst Schlange (1888–1947), Jurist, 1935 Vorsitzender des KSCV und des VAC, Gauleiter der NSDAP
- Georg Friedrich Schömann (1793–1879), Altphilologe
- August Schröder (1800–1883), Altphilologe
- Richard Sigmund Schultze, Bürgermeister und Ehrenbürger von Greifswald
- Kurt Detloff von Schwerin (1853–1908), Landrat, Polizeipräsident, Regierungspräsident
- Fritz Siemens (1849–1935), Psychiater in Pommern, Vorsitzender des oKC 1870
- Adolph von Sprewitz (1800–1882), Burschenschafter und Oberinspektor
- Ernst Stampe (1856–1942), Jurist und Freirechtler
- Hermann von Vahl (1826–1892), Justizrat, MdHdA, MdR
- Hermann Vermehren (1792–1858), evangelisch-lutherischer Geistlicher und Konsistorialrat
- Paul Vogt (1844–1885), Chirurg, Ordinarius in Greifswald
- Gustav Voigt (1886–1970), Landrat der Kreise Sangerhausen und Herzogtum Lauenburg
- Johannes Gottlob Paul Voigt (1889–1954), Landrat des Kreises Hanau, Vorstand und Direktor der Maschinenfabrik Buckau R. Wolf AG in Magdeburg, Vorstand der Berlin-Karlsruher Industrie-Werke AG in Berlin, Präsident des Landesverwaltungsgerichts Oldenburg
- Friedrich Wilhelm Weber (1813–1894), Arzt und Dichter
- Richard Wellmann (1830–1910), Major, MdHdA
- Felix Wesener (1855–1930), Professor für Innere Medizin
- Kurt Wittmer-Eigenbrodt (1889–1975), Jurist, Landwirt und Politiker
- Wilhelm Ziegler (1835–1897), preußischer Generalleutnant